# Me gusta estar contigo
"Me Gusta Estar Contigo" é uma canção interpretada pela atriz e cantora mexicana Lucero. Foi lançado como o segundo single do álbum Enamorada con Banda no dia 31 de Março de 2017.

## Informações
"Me Gusta Estar Contigo" é uma canção do gênero banda e tem duração de dois minutos e 22 segundos. Foi escrita e interpretada originalmente pelo cantor e compositor mexicano Juan Gabriel para o álbum Te Llegará mi Olvido de 1975.

## Lançamentos
Por motivos desconhecidos, a canção foi lançada sem alarde pela cantora. Ao contrário da anterior, "Hasta que Amanezca", que tinha sido anunciada como o primeiro single de Enamorada con Banda, um mês antes de seu lançamento, "Me Gusta Estar Contigo" foi lançado de surpresa, junto com o anúncio de que o álbum estava em pré-venda na iTunes Store no dia 31 de Março de 2017.

## Interpretações ao vivo
Lucero interpretou a canção pela primeira vez durante a coletiva de imprensa da divulgação de Enamorada con Banda, no Centro Cultural Roberto Cantoral na Cidade do México, em 12 de Dezembro de 2016. No dia 13 de Abril de 2017, Lucero interpretou a canção durante sua apresentação na Fiera del Caballo, na cidade de Texcoco, no México.

## Videoclipe
O videoclipe da canção foi também lançado no mesmo dia do lançamento de Enamorada con Banda, 21 de Abril de 2017, através do canal VEVO oficial da artista. Foi gravado durante sua coletiva de imprensa da divulgação do álbum, no Centro Cultural Roberto Cantoral.

## Formato e duração
- Download digital / streaming

1. "Me Gusta Estar Contigo" – 2:22

## Histórico de lançamentos
| País   | Data                | Formatos                   | Gravadora                               |
| ------ | ------------------- | -------------------------- | --------------------------------------- |
| México | 31 de Março de 2017 | Download digital streaming | Fonovisa Records Universal Music Latino |